# Ney Castillo
Luis Alberto «Ney» Castillo (Santa Lucía, Canelones, 1948) es un médico pediatra, oncólogo  y político uruguayo.
Pertenece al Partido Colorado y fue uno de sus candidatos a intendente de Montevideo, apoyado por la agrupación Vamos Uruguay, liderada por Pedro Bordaberry y otros sectores.
Fue Presidente de la Federación Uruguaya de Basketball e integrante de la Comisión Directiva del Comité Olímpico Uruguayo.
Además es el director del Servicio de Hematooncología Pediátrica del Hospital Pereira Rossell, así como también director del Servicio de Trasplante de Médula Ósea de la Asociación Española.
Fue presidente de Defensor Sporting desde marzo de 2019 a abril de 2021.

## Biografía
Luis Alberto Castillo, comúnmente conocido como «Ney», nació en la ciudad de Santa Lucía, en el departamento de Canelones. De pequeño se mudó al barrio de Lezica en la ciudad de Montevideo y más adelante al barrio de Parque Batlle.
Está casado con Rosita Leska. Tiene dos hijas, Ana y Cecilia, un nieto, Bautista, y dos nietas, Romina y Florencia.

### Ámbito profesional
Se recibió de médico pediatra y luego de oncólogo en la Facultad de Medicina de la Universidad de la República, obteniendo doctorados en Estados Unidos e Inglaterra.
Fundó y dirigió la Fundación Peluffo Giguens, para la recuperación y asistencia de niños con cáncer. A su vez, fue director del Hospital Pereira Rossell entre los años 2002 y 2005. Actualmente es Presidente de los programas de investigación en Cáncer Pediátrico del Grupo Latino Americano de Oncología Pediátrica y subdirector de los Programas de Investigación en Leucemias Agudas del Grupo Intercontinental BFM.
Además, es subdirector de los programas de investigación de leucemias linfoblásticas. Es Presidente del Grupo de Investigaciones Oncológicas en Niños de América Latina, filial del Grupo Cooperativo Americano de Investigaciones de Cáncer en Niños.

### Ámbito deportivo
Castillo ha tenido una ardua actividad puesta al servicio del deporte. Fue jugador de fútbol y basquetbol
Actualmente es el Presidente de la Federación Uruguaya de Basketball y Presidente de la Comisión Administradora del Field Oficial del estadio Centenario.
Además, es Miembro del Comité Olímpico Uruguayo y delegado de Defensor Sporting ante la AUF.

### Ámbito político
Militó durante toda su vida en el Partido Colorado, aunque no había tenido actividad política hasta que en el año 2005 acompañó a Pedro Bordaberry en la candidatura a la Intendencia de Montevideo, como primer suplente. A partir del vínculo de su padre con Luis Batlle Berres, conoció el batllismo.
Fue candidato a intendente de Montevideo por el Partido Colorado en las Elecciones municipales de Uruguay de 2010, apoyado por Vamos Uruguay y por la agrupación de Oscar Magurno.
Con vistas a las elecciones departamentales de 2015, a fines de 2013 se concretó la creación del Partido de la Concertación. En representación del mismo, Ney Castillo junto a Álvaro Garcé y Edgardo Novick fueron designados para competir bajo el mismo lema por la Intendencia de Montevideo. No obstante, a fines de enero de 2015, Castillo anunció que desistiría de su candidatura por falta de apoyos, quedando solo Garcé y Novick disputando la intendencia.
En las elecciones parlamentarias de 2019, Castillo se integró a Ciudadanos, ocupando el quinto lugar en la lista al Senado.